# Сини йдуть у бій (фільм)
«Сини йдуть у бій» (рос. «Сыновья уходят в бой») — білоруський радянський художній фільм 1969 року режисера Віктора Турова за мотивами роману Олеся Адамовича.
Продовження розповіді про самовіддану білоруську родину Ганни Корзун і її синів.

## Сюжет
У боротьбі проти фашизму, вони йдуть на фронт, щоб захищати країну…

## У ролях
- Ніна Ургант
- Світлана Суховєй
- Ольга Лисенко
- Станіслав Чуркін
- Костянтин Григор'єв
- Юрій Горобець
- Дмитро Капка
- Олександр Захаров
- Володимир Мартинов
- Олександра Климова
- Валеріонас Деркінтіс
- Марія Капніст
- Марія Захаревич
- Володимир Белокуров
- Бронюс Бабкаускас
- Она Кнапкіте-Юкнявічене
- Володимир Поночовний

## Творча група
- Сценарій: Алесь Михайлович
- Режисер: Віктор Туров
- Оператор: Сергій Петровський
- Композитор: Андрій Волконський, Станіслав Пожлаков